# Werner Schöniger
Werner Schöniger (* 28. März 1913 in Oelsnitz; † 2001) war ein deutscher Dirigent und Generalmusikdirektor.

## Leben und Wirken
Nach dem Schulabschluss studierte er in Würzburg, Köln und Leipzig. Von 1946 bis 1950 war er als Kapellmeister in Zwickau tätig, danach bis 1956 als Musikdirektor in Cottbus. 1956 erfolgte seine Ernennung zum Generalmusikdirektor des Staatlichen Sinfonie-Orchesters von Schwerin. 1967 wurde er zum Intendanten des Volkstheaters in Halberstadt ernannt. 1980 ging er in Rente. 